# Bezirksrabbinat Weikersheim
Das Bezirksrabbinat Weikersheim entstand 1832 in Weikersheim in Württemberg und war eines von 13 Bezirksrabbinaten, die auch als Bezirkssynagogen bezeichnet wurden.

## Geschichte
Durch einen Erlass des Ministeriums des Innern vom 3. August 1832 wurden nach der Zusammenlegung oder Auflösung verschiedener jüdischer Gemeinden die nun insgesamt 41 Synagogengemeinden in 13 Bezirksrabbinate eingeteilt. Weikersheim wurde Sitz eines Rabbinatsbezirks, da dort seit dem 17. Jahrhundert der Sitz eines Rabbiners war. Das Rabbinat wurde 1914 aufgelöst. Einzelne Gemeinden wurden danach dem Bezirksrabbinat Mergentheim zugeteilt. Die Bezirksrabbinate waren der ebenfalls 1832 geschaffenen Oberkirchenbehörde unterstellt.

## Aufgaben
Die Aufgaben umfassten den Vollzug der landesherrlichen Verordnungen, die Verkündigung und den Vollzug der Verordnungen der Oberkirchenbehörde, Beratungen über Schulangelegenheiten, die Verwaltung von Stiftungen und die Verteilung von Almosen. Zur Finanzierung der Bezirksrabbinate wurden Umlagen von den einzelnen jüdischen Gemeinden bezahlt.

## Gemeinden des Rabbinatsbezirks
- Jüdische Gemeinde Ailringen
- Jüdische Gemeinde Creglingen
- Jüdische Gemeinde Dörzbach
- Jüdische Gemeinde Hohebach
- Jüdische Gemeinde Laibach
- Jüdische Gemeinde Mulfingen
- Jüdische Gemeinde Weikersheim

## Bezirksrabbiner
- 1832 bis 1861 Maier Aron Mainzer
- 1862 bis 1900 Isak Heilbronn
- 1900 bis 1913 Abraham Schweizer